# 高城武夫
高城 武夫 (たかぎ たけお、1909 - 1982) は日本の学芸員。
大阪市立電気科学館の天文部主任を務めたのち、和歌山天文館を設立した。和歌山市出身。

## 人物
1937年8月に大阪市立電気科学館の天文部主任を務める。1952年に退職したのち1958年に私財を投じて自宅敷地内に和歌山天文館を設立。自ら設計した8mドームでプラネタリウムの投影を実施。明石市立天文科学館より2年早い開設で、「日本で5番目のプラネタリウム」として注目を集め、閉館する1984年までに延べ15万人が訪れた。これらの活動が認められ1974年和歌山県文化表彰「文科奨励賞」を受賞した。
1982年4月16日10時50分和歌山市の自宅にて死去。
和歌山天文館で使われていた金子式プラネタリウムは、2005年に和歌山市立子ども科学館に移設し展示されている。

## 書籍
- 『空の星と私たち』(大鳳堂)[9]
- 『プラネタリウムの話』(大和書房)
- 新天文学講座11『天文台と観測器械・プラネタリウム』(恒星社厚生閣)
- 天文ライブラリー『天文教具～天文教育とモデルの実際～』(恒星社厚生閣)[10]
- 『切りぬく本・たのしい天体観測用具』(誠文堂新光社)[11]
- 『星座を見る』(誠文堂新光社)[12]